# BRM P15 (motore)
Il BRM P15 (detto anche British Racing Motors V16) è un motore endotermico alternativo sovralimentato a Ciclo Otto da competizione, realizzato dalla British Racing Motors per equipaggiare le proprie monoposto da Formula 1 durante gli anni cinquanta.

## Contesto
Fino agli anni trenta le corse automobilistiche erano dominate dalle vetture italiane e tedesche con marchi di prestigio quali Alfa Romeo, Mercedes ed Auto Union, i quali ricevevano fondi dai governi, ma con l'avvento della seconda guerra mondiale anche il mondo delle competizioni dovette subire un arresto.
Nello stesso periodo il pilota britannico Raymond Mays sognava di poter realizzare e rendere competitiva una vettura costruita completamente in Inghilterra, sulla falsariga di quanto fatto dalle case italo-teutoniche ed approfittò della fine del secondo conflitto mondiale per realizzare quest'idea.
Mays era molto patriottico e fece una lunga propaganda basata proprio su questo fatto, cercando di sfruttare la voglia di ricostruzione scaturita dalla guerra.
Per avere delle credenziali ed attrarre finanziatori fondò nel 1945 la squadra automobilistica British Racing Motors assieme al tecnico Peter Berthon, con l'intento di costruire una macchina con un motore rivoluzionario ed estremamente potente, ispirato al campo aeronautico e dall'architettura audace.
Inizialmente il progetto prevedeva un motore ad otto cilindri a V, ma per poter avere l'appoggio di più finanziatori si decise di costruire un motore a V di 135° e 16 cilindri, ma questo non bastava.
All'epoca il regolamento delle cosiddette vetturette consentiva di partecipare alle gare con motori aspirati da 4500 cc o sovralimentati da 1500 cc.
Non essendo la tecnica ancora matura per i turbocompressori, le auto sovralimentate utilizzavano compressori volumetrici tipo Roots, ma la BRM puntò su un compressore centrifugo.
Questi regolamenti rimasero tali anche quando nel 1950 nacque il mondiale di Formula 1, e Mays riuscì ad ottenere i favori di oltre 300 aziende britanniche pronte ad appoggiare il progetto, che si rivelò molto interessante e complesso, ma che non diede i risultati sperati.

## Progetto
All'epoca del BRM P15 i motori venivano concepiti da una o due persone al massimo, ma data la complessità del progetto Peter Berthon venne coadiuvato da altri tre tecnici e disegnatori, ossia Eric Richter e Frank May, ma soprattutto Harry Mundy che aveva acquisito una grossa esperienza nel disegno di motori da competizione quando lavorava alla Jaguar.
Questi quattro tecnici erano dipendenti della BRM, quindi in realtà lavorarono al P15 molte più persone visto che erano coinvolte oltre 300 aziende fornitrici.
L'idea iniziale prevedeva un'architettura ad otto cilindri, ma come visto in precedenza si optò per un'architettura V16 con angolo di bancata di 135° che consentiva di bilanciare le forze e i momenti d'inerzia del manovellismo senza aggiunta di sistemi controrotanti poiché si ha una combustione ogni 45° di angolo di manovella.
In questo modo era possibile abbassare il centro di gravità della macchina anche se a discapito dell'ingombro trasversale, ma all'epoca il vano motore delle monoposto era molto ampio e il motore aveva una cilindrata ridotta poiché sovralimentato e dunque da 1500 cc per regolamento.
Tra l'altro un angolo di bancata così ampio permise ottenere molto spazio per l'impianto di alimentazione che doveva essere provvisto di un arrestatore di fiamma, visto che il motore era provvisto di un compressore aeronautico che poteva elaborare portate d'aria inusuali per un impiego automobilistico.
Per costruire il motore venne utilizzata la tecnica biblocco, ossia realizzare due monoblocchi V8 da 750 cc in lega di alluminio e successivamente saldarli per formare il definitivo V16.
Questa pratica era molto diffusa fino a metà degli anni cinquanta, perché non si avevano a disposizione le tecniche moderne.
Un altro motivo per cui si utilizzava questo metodo, stava nel fatto che si era soliti derivare un motore di maggior cilindrata da monoblocchi preesistenti, e per questo fatto il cinematismo della distribuzione si trovava al centro del motore, anziché essere in posizione frontale.
Teoricamente il P15 non avrebbe dovuto utilizzare questa soluzione, che sicuramente lo avrebbe semplificato, per via del fatto che era un motore completamente nuovo, invece conservò questo particolare.
La distribuzione infatti era comandata da una cascata di ingranaggi al centro dei monoblocchi, ed azionavano tramite quattro alberi a camme in testa due valvole per cilindro inclinate di 80°.
Per via dell'inclinazione delle valvole, le testate risultavano abbastanza compatte ed erano realizzate in una sola fusione nonostante il monoblocco nascesse in due parti separate. 
Anch'esse erano costruite con una lega leggera di alluminio.
Il gruppo termico e gli ingranaggi della distribuzione erano realizzati in acciaio e per ognuno di essi vi era un'azienda specializzata che li costruiva e forniva i materiali.
Particolarmente le parti in acciaio erano fornite dalla English Steel Corporation, e venivano lavorate e rettificate dalla Standard Motor Company, mentre la David Brown Limited si occupava di tutta la parte inerente alle ruote dentate.
L'impianto di aspirazione venne progettato e costruito completamente dalla Rolls-Royce sulla base delle sue esperienze in campo aeronautico, infatti la sovralimentazione era generata da un compressore centrifugo a doppio stadio derivato dai motori Merlin adoperati sui caccia, ed era in grado di comprimere l'aria fino a quasi 6 atmosfere.
Come già detto per via di queste elevate compressioni, era necessario adeguare la portata di combustibile, che era esageratamente alta per un motore automobilistico, quindi per prevenire eventuali ritorni di fiamma ed incendi, la Rolls-Royce costruì anche un arrestatore di fiamma posto in serie tra il compressore ed il collettore di aspirazione, che era anche questo progettato dalla casa di Derby.
Mentre l'alimentazione era fornita tramite due carburatori che la SU costruì espressamente per il BRM P15.
Durante la carriera agonistica il motore soffrì di diversi problemi, uno dei principali riguardava l'affidabilità dato che con soli 1500 cc erogava oltre 600 cavalli a 12000 giri al minuto (e secondo una stima degli ingegneri della Rolls-Royce si sarebbero potuti raggiungere anche i 14000 giri al minuto), in un'epoca in cui i migliori motori esprimevano da 200 a 300 cavalli in meno.
Un altro grosso problema si riscontrava in fase di avviamento, perché il motore era progettato per lavorare con una pressione di sovralimentazione mediamente superiore a 4,5 atmosfere, ma quando era ancora freddo la compressione non era ottimale perché il rapporto di compressione volumetrico era molto basso e il compressore non ruotava ad un regime tale da comprimere l'aria a valori ottimali.
Per questo motivo vi erano dei grossi problemi anche una volta che il motore era avviato, infatti la curva di coppia e potenza non era omogenea per via dello stretto range di funzionamento del compressore, e denunciava differenze di quasi 100 cavalli di potenza ogni mille giri/minuto di velocità di rotazione, ma quando si raggiungevano valori ottimali, la coppia e la potenza venivano erogate in modo esageratamente esuberante, mettendo in crisi pneumatici e telaio con grossi problemi di trazione.
Soprattutto per questo fenomeno Stirling Moss riteneva il motore eccellente, ma la macchina che lo ospitava (la BRM Type 15) la peggior che egli abbia mai guidato, mentre Juan Manuel Fangio non si lamentò mai per questo tipo di problemi ed anzi lodò la potenza del P15.

## Carriera agonistica
Nel 1951 il team si iscrisse ma non si presentò alla gara inaugurale, il Gran Premio della Svizzera, presentadosi solo al Gran premio di Gran Bretagna con due vetture per Reg Parnell e Peter Walker ottenendo un 5º e 7º posto.
Al Gran premio d'Italia le tre BRM affidate a Reg Parnell, Hans Stuck e Ken Richardson si ritirarono dopo le prove a causa di gravi problemi di lubrificazione.
Nel 1952, dopo l'abbandono dell'Alfa Romeo, provocò una grande incertezza negli organizzatori del campionato del Mondo.  Dopo che al Gran Premio del Valentino a Torino,gara fuori campionato,  la BRM aveva iscritto 3 vetture, compresa una per il campione del mondo uscente Juan Manuel Fangio, ma non si era presentata, la commissione sportiva internazionale decise, vista la pochezza di vetture di Formula 1 iscritte al campionato, di prevedere che le gare del campionato mondiale sarebbero state riservate alle vetture di Formula 2 , ossia di cilindrata massima di 2000cc e senza compressore. Questo mise la BRM fuori dal campionato mondiale. Anche le partecipazioni a gare non titolate furono molto limitate.